# Hynek Václav Lhotský
Hynek Václav Lhotský (28. září 1827 – 12. srpna 1902) byl v pořadí třetí volený starosta Hradce Králové (1885–1895), druhorozený syn prvního hradeckého starosty Ignáce Jana Lhotského.
Po otcově smrti převzal jeho majetek, byl majitelem domu a Dvorce v Zámostí.
V návaznosti na otcovu kariéru a zásluhy začal poměrně brzy pracovat v městské samosprávě. Dne 30. prosince 1876 byl zvolen za prvního radního a náměstka tehdejšího purkmistra Karla Collina. Svou pozici obhájil i při dalších volbách ve dnech 3. února 1880 a 19. února 1883. Když potom v říjnu 1885 dosavadní dlouholetý starosta Karel Collino vzhledem k věku (67 let) abdikoval, Hynek Václav Lhotský (tehdy mu bylo 58 let) měl takovou pozici, že se vzápětí (23. října 1885) stal on sám purkmistrem. Na stejném zasedání byl do pozice jeho prvního náměstka zvolen o generaci mladší Ladislav Jan Pospíšil, kterému v té době bylo 32 let. Éra Lhotského starostování je přitom právě významně spjata s jeho náměstkem, který byl klíčovou postavou pro změny ve městě v té době. Společně se zasloužili o zrušení pevnosti, zbourání hradeb a odprodej vojenských pevnostních objektů a pozemků královéhradecké obci.
V éře Lhotského a Pospíšila se podařilo konečně stavět na místě pevnostního prstence. Byla vybudována nová epidemiologická nemocnice (1886), budova Odborné školy pro umělecké zámečnictví (1892–1893). V roce 1891 bylo na řece Orlici zřízeno veřejné koupaliště. Za jeho éry se podařilo dokončit a uplatnit zákon o prodeji pozemků a objektů královéhradecké pevnosti, aby se v následujících letech mohlo začít na pozemcích stavět.
Dne 6. února 1895 předal Lhotský ve věku 67 let starostování mladšímu Františku Ulrichovi.
Zemřel sedm let po ukončení starostovské funkce ve věku 74 let. Pochován byl na hřbitově u sv. Jana vedle rodičů a sourozenců. Zemřel jako svobodný.